# Foggy Mountain Rockers
Die Foggy Mountain Rockers sind eine deutsche Teddy-Boy-Band aus Bonn. Ihr Musikstil beinhaltet Stilelemente des Rockabilly, Skiffle und Country-Musik. Die Band zählt zu den bekanntesten deutschen Rock’n’Roll-Gruppen.

## Geschichte
Die Gruppe wurde 1992 von Mario Oehlmann, Heiko Piecha, Mario Oehlmann, Frank Jungbluth und Sven Schürmann in Bonn gegründet. Bereits 1993 gewann die Band auf dem Bielefelder Rock’n’Roll Newcomer Festival zusammen mit Hot Boogie Chillun, der damaligen Band von Sascha Vollmer und Michael Frick den dritten Platz. Nach einigen Samplerbeiträgen folgte 1996 das erste Album Dice in Flames. Seit 2000 veröffentlicht die Band ihre Alben beim Walldorfer Label Part Records. 2010 wirkte die Band in dem Dokumentarfilm Rockabilly Ruhrpott mit.
Während ihrer musikalischen Karriere haben die Foggy Mountain Rockers europaweit auf allen großen Festivals gespielt und mit bekannten Musikern wie Chuck Berry, Matchbox, Crazy Cavan, Jets, Marvin Rainwater und The BossHoss zusammengearbeitet. Ihre Konzerte ziehen regelmäßig ein internationales Publikum an.

## Diskografie

### Alben
- 1996: Dice in Flames
- 1998: Hang Him High – Early Recordings
- 1999: Angel Heart
- 2001: Dressed in Black
- 2002: Ein Herz für Teds
- 2005: WanTED – Six Rockin’ Men
- 2007: Revenge of the Rockers (Live Split Album mit Rebels Revenge)
- 2010: Rock’n’Roll Philosophy
- 2017: Ein Herz für Teds II

### EPs
- 2000: Teddyboy Rocker
- 2012: 20 Rockin’ Years